# MCM7
Faktor licenciranja DNK replikacije MCM7 je protein koji je kod ljudi kodiran MCM7 genom.
Protein kodiran ovim genom je jedan od visoko konzerviranih proteina mini-hromozomskog održavanja (MCM) koji su esencijalni za inicijaciju replikacije eukariotskog genoma. Heksamerni proteinski kompleks formiran od MCM proteina je ključna komponenta prireplikacionog kompleksa (pre-RC) i može da učestuje u formiranju replikacionih viljuški i regrutovanju drugih proteina vezanih za DNK replikaciju. MCM kompleks se sastoji od ovog proteina i MCM2, dok 4 i 6 proteini poseduju DNK helikaznu aktivnost, i mogu da deluju kao enzimi DNK odmotavanja. Utvrđeno je da je ciklin D1-zavisna kinaza, CDK4, asocirana sa ovim proteinom, i da može da reguliše vezivanje ovog proteina sa proteinom supresije tumora RB1/RB. Poznate su alternativno splajsovane transkriptne varijante koje kodiraju distinktne izoforme.

## Interakcije
MCM7 formira interakcije sa:
- CDC45-srodni protein[6][7]
- CDC6,[6][8]
- Proteinska kinaza vezana za ćelijski ciklus podele 7,[6]
- DBF4,[6]
- MCM2,[6][9][10][11][12]
- MCM3,[6][8][9][13]
- MCM4,[9][10][11][14]
- MCM5,[6][9][15]
- MCM6,[6][9][10][11]
- MNAT1,[16]
- ORC1L,[6]
- ORC2L,[6]
- ORC3L,[6]
- ORC5L,[6]
- replikacionim proteinom A1,[6]
- Retinoblastoma protein,[17] i
- UBE3A.[18]

## Literatura
- Todorov IT, Lavigne J, Sakr F, Kaneva R, Foisy S, Bibor-Hardy V (1991). „Nuclear matrix protein mitotin messenger RNA is expressed at constant levels during the cell cycle.”. Biochem. Biophys. Res. Commun. 177 (1): 395—400. PMID 1710453. doi:10.1016/0006-291X(91)91996-P.
- Musahl C, Schulte D, Burkhart R, Knippers R (1995). „A human homologue of the yeast replication protein Cdc21. Interactions with other Mcm proteins.”. Eur. J. Biochem. 230 (3): 1096—101. PMID 7601140. doi:10.1111/j.1432-1033.1995.tb20660.x.
- Mincheva A, Todorov I, Werner D, Fink TM, Lichter P (1994). „The human gene for nuclear protein BM28 (CDCL1), a new member of the early S-phase family of proteins, maps to chromosome band 3q21.”. Cytogenet. Cell Genet. 65 (4): 276—7. PMID 8258304. doi:10.1159/000133647.
- Hu B, Burkhart R, Schulte D, Musahl C, Knippers R (1994). „The P1 family: a new class of nuclear mammalian proteins related to the yeast Mcm replication proteins.”. Nucleic Acids Res. 21 (23): 5289—93. PMC 310560 . PMID 8265339. doi:10.1093/nar/21.23.5289-a.
- Andersson B, Wentland MA, Ricafrente JY, Liu W, Gibbs RA (1996). „A "double adaptor" method for improved shotgun library construction.”. Anal. Biochem. 236 (1): 107—13. PMID 8619474. doi:10.1006/abio.1996.0138.
- Fujita M, Kiyono T, Hayashi Y, Ishibashi M (1996). „hCDC47, a human member of the MCM family. Dissociation of the nucleus-bound form during S phase.”. J. Biol. Chem. 271 (8): 4349—54. PMID 8626784. doi:10.1074/jbc.271.8.4349.
- Schulte D, Richter A, Burkhart R, Musahl C, Knippers R (1996). „Properties of the human nuclear protein p85Mcm. Expression, nuclear localization and interaction with other Mcm proteins.”. Eur. J. Biochem. 235 (1-2): 144—51. PMID 8631321. doi:10.1111/j.1432-1033.1996.00144.x.
- Kiyono T, Fujita M, Hayashi Y, Ishibashi M (1996). „Cloning of a cDNA encoding a human homologue of CDC47, a member of the MCM family.”. Biochim. Biophys. Acta. 1307 (1): 31—4. PMID 8652665. doi:10.1016/0167-4781(96)00057-7.
- Ishimi Y, Ichinose S, Omori A, Sato K, Kimura H (1996). „Binding of human minichromosome maintenance proteins with histone H3.”. J. Biol. Chem. 271 (39): 24115—22. PMID 8798650. doi:10.1074/jbc.271.39.24115.
- Fujita M, Kiyono T, Hayashi Y, Ishibashi M (1997). „In vivo interaction of human MCM heterohexameric complexes with chromatin. Possible involvement of ATP.”. J. Biol. Chem. 272 (16): 10928—35. PMID 9099751. doi:10.1074/jbc.272.16.10928.
- Yu W, Andersson B, Worley KC, Muzny DM, Ding Y, Liu W, Ricafrente JY, Wentland MA, Lennon G, Gibbs RA (1997). „Large-scale concatenation cDNA sequencing.”. Genome Res. 7 (4): 353—8. PMC 139146 . PMID 9110174. doi:10.1101/gr.7.4.353.
- Hiraiwa A, Fujita M, Nagasaka T, Adachi A, Ohashi M, Ishibashi M (1997). „Immunolocalization of hCDC47 protein in normal and neoplastic human tissues and its relation to growth.”. Int. J. Cancer. 74 (2): 180—4. PMID 9133452. doi:10.1002/(SICI)1097-0215(19970422)74:2<180::AID-IJC7>3.0.CO;2-V.
- Ishimi Y (1997). „A DNA helicase activity is associated with an MCM4, -6, and -7 protein complex.”. J. Biol. Chem. 272 (39): 24508—13. PMID 9305914. doi:10.1074/jbc.272.39.24508.
- Sterner JM, Dew-Knight S, Musahl C, Kornbluth S, Horowitz JM (1998). „Negative regulation of DNA replication by the retinoblastoma protein is mediated by its association with MCM7.”. Mol. Cell. Biol. 18 (5): 2748—57. PMC 110654 . PMID 9566894. doi:10.1128/mcb.18.5.2748.
- Suzuki S, Adachi A, Hiraiwa A, Ohashi M, Ishibashi M, Kiyono T (1998). „Cloning and characterization of human MCM7 promoter.”. Gene. 216 (1): 85—91. PMID 9714754. doi:10.1016/S0378-1119(98)00323-0.
- Kühne C, Banks L (1999). „E3-ubiquitin ligase/E6-AP links multicopy maintenance protein 7 to the ubiquitination pathway by a novel motif, the L2G box.”. J. Biol. Chem. 273 (51): 34302—9. PMID 9852095. doi:10.1074/jbc.273.51.34302.
- Fujita M, Yamada C, Goto H, Yokoyama N, Kuzushima K, Inagaki M, Tsurumi T (1999). „Cell cycle regulation of human CDC6 protein. Intracellular localization, interaction with the human mcm complex, and CDC2 kinase-mediated hyperphosphorylation.”. J. Biol. Chem. 274 (36): 25927—32. PMID 10464337. doi:10.1074/jbc.274.36.25927.
- Freeman A, Morris LS, Mills AD, Stoeber K, Laskey RA, Williams GH, Coleman N (1999). „Minichromosome maintenance proteins as biological markers of dysplasia and malignancy.”. Clin. Cancer Res. 5 (8): 2121—32. PMID 10473096.
- Kukimoto I, Igaki H, Kanda T (1999). „Human CDC45 protein binds to minichromosome maintenance 7 protein and the p70 subunit of DNA polymerase alpha.”. Eur. J. Biochem. 265 (3): 936—43. PMID 10518787. doi:10.1046/j.1432-1327.1999.00791.x.